# Les Saisons (Poussin)
Les Saisons est le dernier ensemble de peintures à l'huile réalisées par le peintre français Nicolas Poussin. C'est un cycle de quatre toiles représentant chacune une saison. Elles ont été peintes à Rome entre 1660 et 1664 pour le duc de Richelieu, le neveu du cardinal de Richelieu.
Chaque peinture est un paysage élégiaque représentant à la fois des scènes de l'Ancien Testament et une saison ; des allusions aux quatre phases du jour, aux quatre âges de la vie et aux quatre éléments y ont été décelées. Exécutées quand l'artiste était malade et souffrait de tremblements de mains, Les Saisons sont une réflexion philosophique sur l'ordre dans le monde naturel.
L'iconographie évoque non seulement les thèmes chrétiens de la mort et de la résurrection, mais aussi l'imagerie païenne de l'antiquité classique comme Le Paradis perdu de John Milton (dont l'écriture est contemporaine à ces peintures) et les Géorgiques de Virgile.
Le cycle est exposé au Musée du Louvre à Paris.
À l'occasion d'un orage survenu à Paris le 9 juillet 2017, des coulures d'eau ont été observées sur le vernis du Printemps et de L’Automne.

## Les peintures
En contraste avec leurs références iconographiques complexes, les peintures sont d'une simplicité trompeuse. Toutefois, Poussin, peintre septuagénaire, a utilisé toute l'expérience acquise à travers sa vie dans la composition de chaque toile.

### Le Printemps

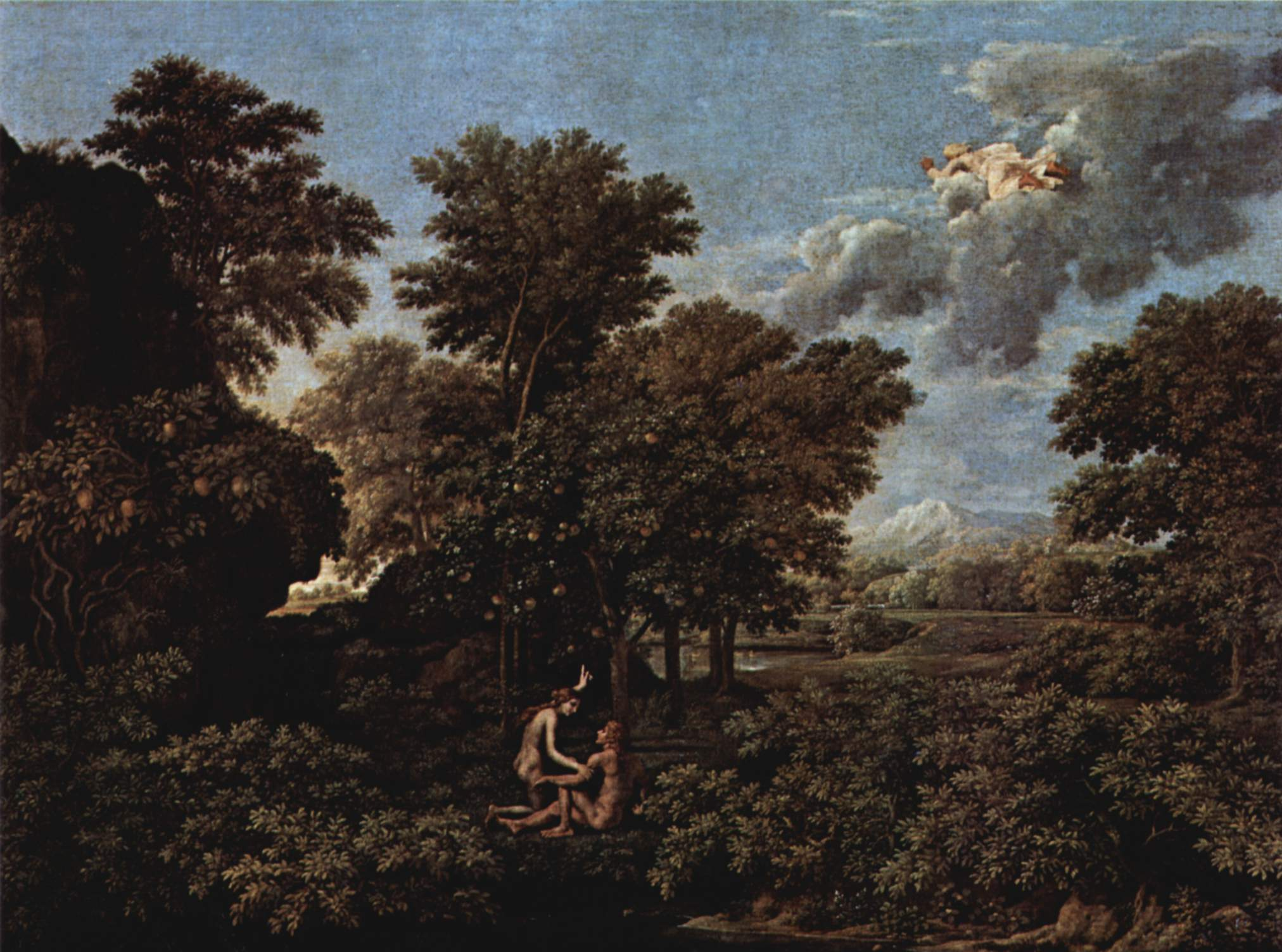
Le Printemps ou Le Paradis terrestre

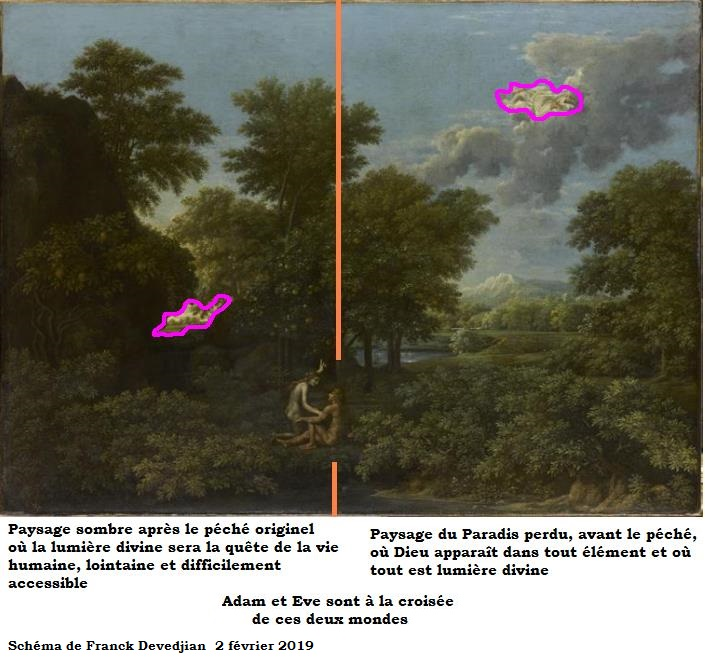
Schéma expliquant la composition du tableau du Printemps de Nicolas Poussin

Dans Le printemps ou Le Paradis terrestre, Poussin représente Adam et Ève dans le jardin d'Eden, à côté de l'arbre de la connaissance. Il s'agit d'une scène du Livre de la Genèse qui se déroule avant le péché originel et l'expulsion du Paradis : aucun serpent n'est figuré au moment où Ève montre le fruit défendu à Adam. La peinture figure un bois luxuriant qui est l'occasion d'un remarquable camaïeu de verts. Le premier plan est sombre et inquiétant. Au loin le soleil du matin révèle des cygnes sur un lac, devant des prairies et montagnes. La lumière du matin parait au milieu, à travers une brèche entre les roches et les arbustes, en écho à l'iconographie de La naissance de Bacchus conservée au Fogg Art Museum.
Adam et Ève forment un couple de petits personnages statiques dans une forêt calme, éclipsé par la végétation luxuriante. La figure en robe du Créateur peut être vue en haut sur un nuage entouré d'un halo de lumière. Il est figuré loin du spectateur, s'éloignant comme s'il était conscient de ce qui est à venir. La disposition des personnages dans la composition rappelle les représentations classiques de miniatures médiévales.
Le Printemps représente une scène se tenant le matin.

### L’Été

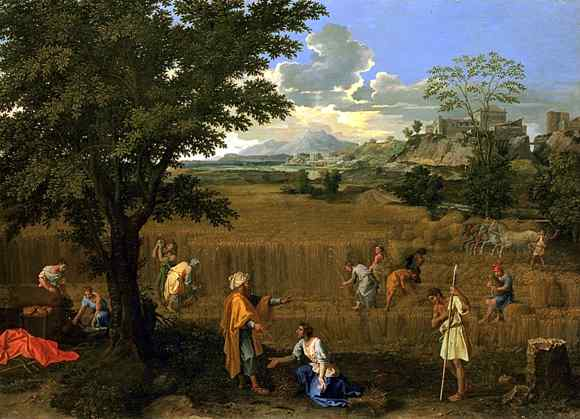
L'Été ou Ruth et Boaz

L'Été ou Ruth et Boaz figure la scène du chapitre 2 du Livre de Ruth où Ruth implore Boaz de la laisser glaner des épis de blé après le passage des moissonneurs.
L'Été représente une scène se tenant à midi : le déjeuner est en cours de préparation.
de nombreux paysans travaillent dans le champ sans doute pour le propriétaire qui se situe au premier plan au centre.

### L'Automne

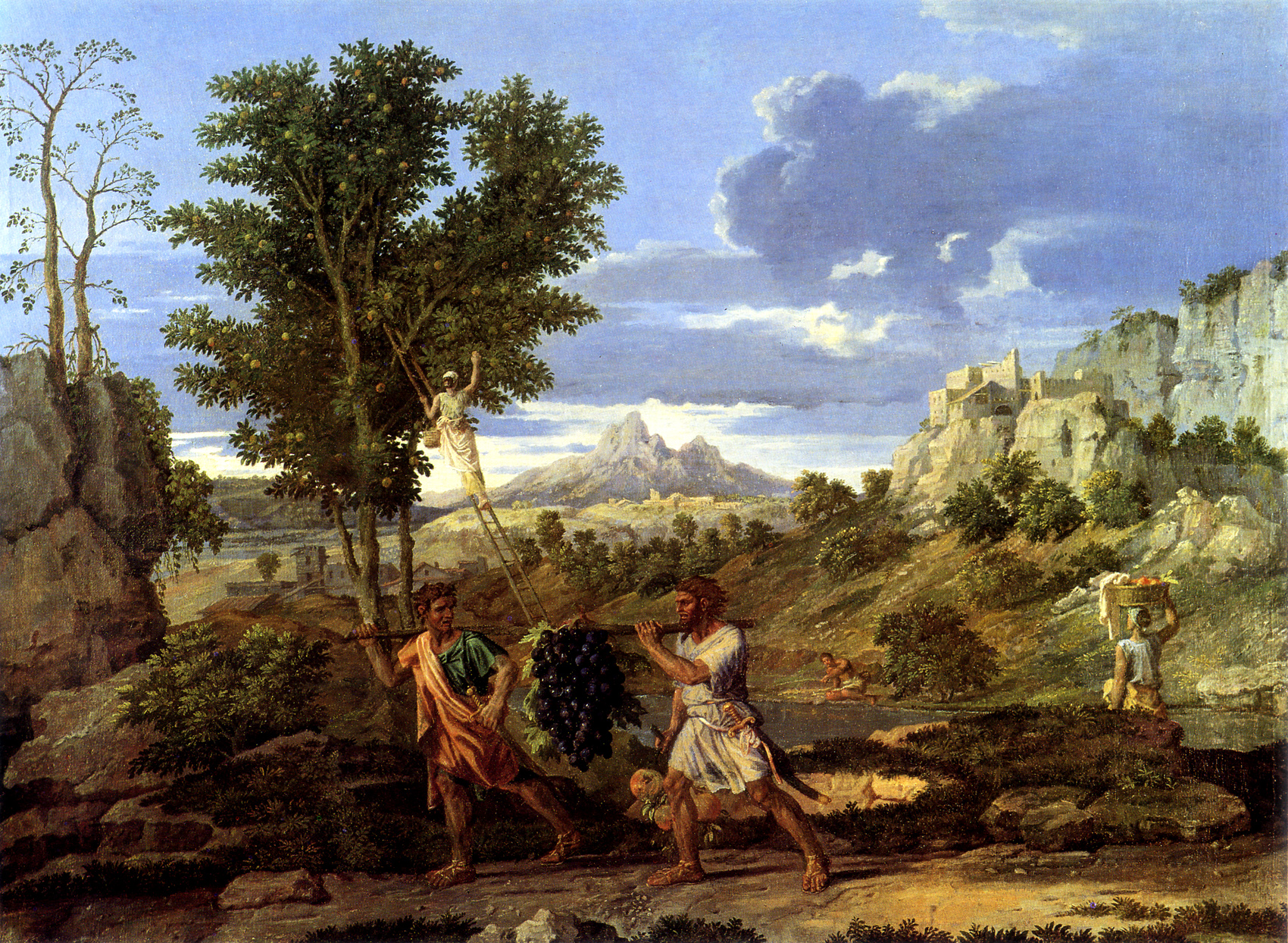
L'Automne ou La Grappe de Canaan

L'Automne, appelé aussi La Grappe de Canaan, figure une scène du chapitre 13 du Livre des Nombres, où les hommes envoyés par Moïse pour explorer le pays de Canaan emportent une grappe de raisin au moyen d'une perche.
L'Automne représente une scène se tenant en fin d'après-midi, comme en témoignent les ombres portées.

### L'Hiver

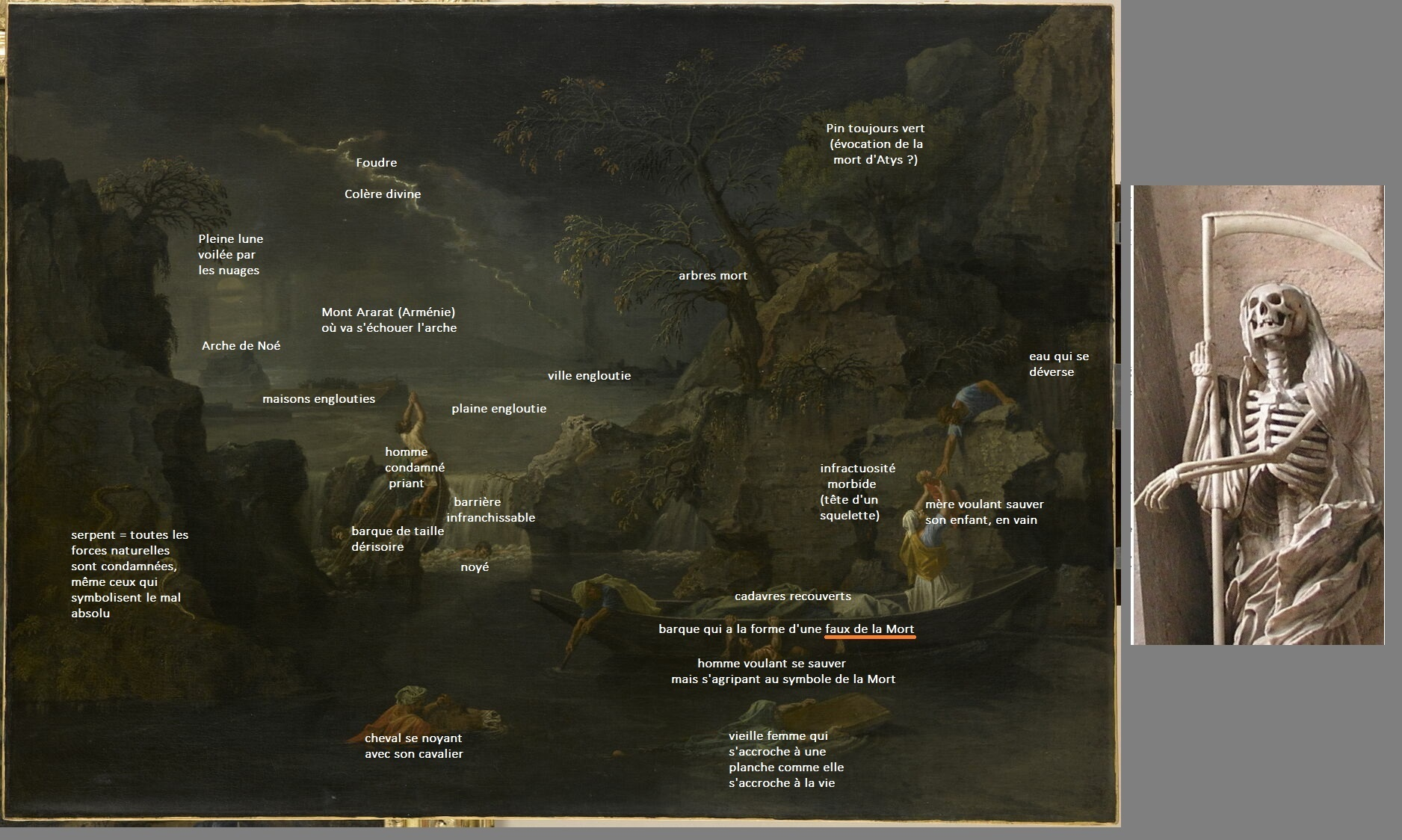
Schéma explicatif du Déluge de Poussin

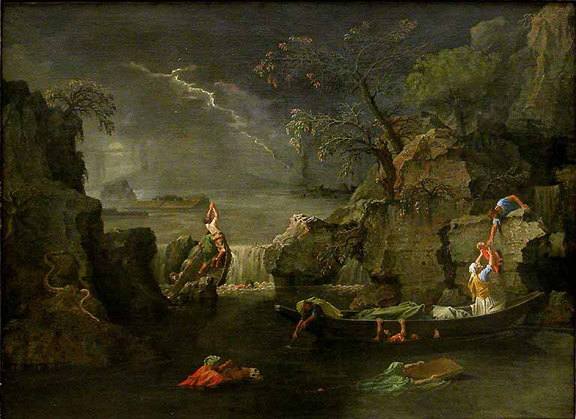
L'Hiver ou Le Déluge

L'Hiver ou Le Déluge est la représentation du Déluge raconté dans le Livre de la Genèse des chapitres 6 à 9.
L'Hiver représente une scène se tenant la nuit, fermant ainsi le cycle de la journée. À gauche, on constate la présence d'un serpent, probablement celui qui devait être aux côtés d'Adam et Eve dans le Printemps.
Franck Devedjian, historien de l'art, propose d'interpréter la forme de la barque où se sauvent les hommes comme une image de la faux symbole de la mort, puisque Poussin avait déjà utilisé cette métaphore dans son tableau des Bergers d'Arcadie, avec l'ombre du bras du berger regardant le tombeau. 

### Livres
- Nicolas Milovanovic, Nicolas Poussin, Les Quatre saisons, Collection Solo, coédition Somogy et Musée du Louvre éditions, 2013, 48 p. [lire en ligne]

### Émissions audiovisuelles
- Alain Jaubert, émission Palettes, épisode  Admirable tremblement du temps, Nicolas Poussin, Les quatre saisons (1660 -1664), Musée du Louvre, Paris (1992), 30 min.